# Alejandro Orsini
Alejandro Orsini (en italiano, Alessandro Orsini) (Bracciano, 1592-Íb., 22 de agosto de 1626) fue un eclesiástico y cardenal romano.

## Biografía
Fue uno de los hijos del matrimonio formado por Virginio Orsini, II duque de Bracciano, y Flavia Damasceni Peretti, sobrina de Sixto V. Tuvo otros hermanos y hermanas que llegaron a la edad adulta:
- Paolo Giordano II (1591-1646), casado con Isabella Appiano, princesa de Piombino.[1]
- Isabel (1597-1623), casada con César II Gonzaga, duque de Guastalla.
- Francisco (1600-1667), eclesiástico y después jesuita.
- Maria Felicia (1600-1666), casada con Enrique II, duque de Montmorency.
- Camilla (1603-), casada con Marco Antonio II, príncipe de Sulmona, sobrino del papa Paulo V.
- Fernando (-1660), sucesor de su hermano Paolo Giordano II.
- Cosme, militar.
- Virginio, carmelita descalzo.

Su padre fue un conocido hombre de letras, en cuya historia se inspiró libremente Shakespeare para su obra, Noche de reyes.
Junto con su hermano mayor Paolo Giordano II fue enviado para su educación a la corte de su tío abuelo paterno, Fernando I de Médici, gran duque de Toscana en Florencia. Siguió la carrera eclesiástica y pasó a estudiar derecho canónico en las universidades de Siena y de Pisa, cercanas a la corte toscana. Después pasó a Roma a estudiar matemáticas en el prestigioso Colegio Romano regentado por los jesuitas. El 15 de agosto de 1608 ingresó en la Academia de la Crusca.
Fue creado cardenal-diácono del título de Santa María in Cosmedin por el papa Paulo V en el consistorio del 2 de diciembre de 1615.
Por influencia de su director espiritual, Roberto Belarmino, quiso ingresar en la Compañía de Jesús. El papa Paulo V se opuso inicialmente a esta decisión, pero tras la muerte de este en 1621, Alessandro ingresaría en la Compañía aunque en secreto. También este año sería nombrado legado pontificio en Romaña, cargo que desempeñaría hasta su muerte. En este papel socorrió a Rávena durante una terrible epidemia. 
Participó en el cónclave de 1621, pero no pudo participar en el de 1623 que eligió a Urbano VIII. 
Tuvo un gran interés por la ciencia, siendo amigo de Galileo Galilei. Este último le enviaría, el 8 de febrero de 1616, su teoría de las mareas (Discorso del flusso e reflusso). Posteriormente, tras su entrada en la Compañía de Jesús se alejaría de las posiciones de Galilei, acercándose a las de su rival el jesuita Christoph Scheiner (1573-1650). 
También fue un importante coleccionista de obras de arte de su época, encargando a Cristofano Allori un óleo de Judith y Holofernes identificado con el conservado en las colecciones del Príncipe de Liechtenstein. Se interesó por las antigüedades.
Murió en 1626, siendo enterrado en la iglesia de San Ignacio de Roma, su corazón fue depositado en el monumento que entonces servía como sepultura de su amigo y director espiritual Roberto Belarmino.

### Individuales
1. ↑  Patón Roldán, Alfonso (2023). «"Viéndose sola y en tanto peligro". El matrimonio de Isabel de Appiano con Pablo Jordán II Orsini y sus estrategias para conservar el principado de Piombino (1620-1622)». Tiempos modernos: Revista Electrónica de Historia Moderna 13 (46): 58-75. ISSN 1699-7778. Consultado el 27 de diciembre de 2023.
2. ↑  «Alessandro Orsini». Orsini Savelli (en italiano). Consultado el 28 de diciembre de 2023.
3. ↑  «Orsini, Alessandro <1592?-1626>». Accademia della Crusca (en italiano).
4. ↑  Cardella, Lorenzo (1793). Memorie storiche de' cardinali della santa Romana chiesa, scritte da Lorenzo Cardella parroco de' SS. Vincenzo, ed anastasio alla regola in Roma,... (en italiano) VI. nella stamperia Pagliarini. p. 184. Consultado el 29 de diciembre de 2023.
5. ↑  Pecchiai, Pio (1952). Il Gesù di Roma (en italiano). Società grafica romana. Consultado el 28 de diciembre de 2023.
6. ↑  Pecchiai, Pio (1952). Il Gesú di Roma (en italiano). Roma. p. 289. Wikidata Q128215004. Consultado el 1 de agosto de 2024.